# 七條下美鮨
七條下美鮨，為輻鰭魚綱鱸形目鱸亞目鮨科的其中一種，分布於澳洲東部海域，棲息深度15-370公尺，體長可達157公分，棲息在大陸坡、大陸棚，為底棲性魚類，屬肉食性，可做為食用魚。

## 擴展閱讀
維基物種上的相關：七條下美鮨